# Stain
『stain』（ステイン）は、2006年10月18日に発売されたSOPHIAの31枚目のシングル。

## 解説
前作『エンドロール』『brother & sister』から8か月を経て発売された。
前作とは違い、初回限定盤の同時発売はない。

## 収録曲
1. stain
作詞・作曲：松岡充
2. go ahead and try
作詞・作曲：松岡充
3. stain (instrumental)
4. go ahead and try (instrumental)

## 楽曲の収録アルバム
- ALL SINGLES「A」 (#1)